# Rio Paraopeba (bacia do rio Pomba)
O rio Paraopeba é um rio que banha a Zona da Mata do estado de Minas Gerais, no Brasil.

## Etimologia
Seu nome é de origem tupi e significa "rio largo", através da junção dos termos pará (rio) e popeba (largo).

## Descrição
É um afluente da margem esquerda do rio Pomba e, portanto, um subafluente do rio Paraíba do Sul. Apresenta 35 km de extensão e drena uma área de 416 km². Suas nascentes localizam-se na serra da Mantiqueira, no município de Tocantins, cuja área urbana o rio atravessa.
Alguns trechos do rio Paraopeba servem de fronteira natural de municípios. O trecho entre a foz do Ribeirão Piraúba e a confluência do Córrego Ubeba separa os municípios de Piraúba e Ubá. A partir da foz do Córrego Ubeba, o Rio Paraopeba separa os municípios de Piraúba e Astolfo Dutra até sua foz no rio Pomba.